# 海鯤級潛艦
海鯤級潛艦，計劃階段稱自製防禦潛艦（英語：Indigenous Defense Submarine），中華民國國防部正式代號為海昌計畫，俗稱潛艦國造，為中華民國海軍首次自行設計建造的柴電潛艦，在2014年時任中華民國海軍司令陳永康上將任內開始規劃，並於2016年的黃曙光上將任內首度正式編列預算啟動。
自2000年起，中華民國海軍的潛艦籌獲計畫先後經歷了陳水扁政府及馬英九政府前期向美國購買潛艦的「光華八號」計劃、馬英九政府後期開始的「潛艦國造」先期作業和蔡英文政府任內全面啟動的「自製防禦潛艦」（海昌計畫），歷經數年演變及蔡英文政府時期，中華民國於2010年代中期首次嘗試自行籌建潛艦的成果即為海鯤級潛艦，成為中華民國海軍百年來籌建現代化潛艦艦隊的重大里程碑。海鯤級潛艦由國家中山科學研究院負責規劃並與洛克希德·馬丁共同研發與整合大約10到12類戰鬥系統裝備，而潛望鏡、通訊系統、聲納系統等透過技術引進或合作的方式來解決，排水量大約2,500噸到3,000噸之間，由臺灣國際造船公司負責建造，預計建造8至10艘，將會先行汰換老邁的茄比級潛艦，並且擴充潛艦作戰部隊。

## 概要
中華民國位處西太平洋上的臺灣島，島上沒有豐富的石油及天然氣等石化燃料資源，因此燃料、原材料都需要經海運進口，國際貿易亦十分依賴海上航線進行，截斷往來台灣的海運必然成為敵軍採取的施壓手段。由於最有可能封鎖中華民國海空運輸的是中華人民共和國，而其中國人民解放軍海軍擁有龐大的水面艦及潛艦艦隊，其中國人民解放軍空軍及飛彈部隊的規模亦同樣處於上風，面對中国人民解放军水面艦隊及潛艦封鎖，中華民國國軍水面艦隊及反潛機隊在缺乏制空權、天氣欠佳或風浪太大的情況下，將難以確保能夠順利執行維護自由航行的任務及實施反潛作戰，唯有潛艦可在沒有空優或天侯欠佳下繼續實施反潛作戰、反制敵方的封鎖及打擊敵軍試圖發起登陸戰的艦隊，故此潛艦成為不對稱作戰的重要艦種，而早於1980年，時任海軍總司令部副總司令劉和謙中將尋求國家財政支持從荷蘭購買劍龍級潛艦時，就曾經向時任中華民國總統蔣經國當面力陳中華民國海軍必須不計代價獲取潛艦及建立水下艦隊，可是這2艘劍龍級潛艦服役後，由於外交艱難，中華民國海軍至2010年代仍是只有2艘現代化潛艦及2艘第二次世界大戰時期的美國海軍舊式潛艦，未能滿足構建水下戰力的需要，不但數量和實力已遠不及中國大陸、日本、韓國、朝鮮，由於越南、印尼、馬來西亞及新加坡都在2010年代已裝備、增購或訂購了新潛艦，菲律賓亦謀求在2020年代取得新型潛艦，中華民國海軍潛艦部隊規模及實力勢必在亞太區域遠遠落後，中華民國故此啟動「海昌計劃」規劃建造海鯤級潛艦，並由此在台灣建立潛艦國造產業鏈及自主建造新型潛艦的能量，從而讓中華民國海軍可以擺脫潛艦得不到汰舊換新的困境。海鯤級潛艦的其中一項任務是阻截敵軍艦隊進入西太平洋，避免台灣週圍海域輕易遭到包圍及封鎖，亦可如同其前代的劍龍級潛艦執行伏擊任務，打擊危害台灣安全的敵對船艦。

## 發展史

### 規劃自行建造（2014年—2015年）
中華民國海軍從荷蘭購入的2艘劍龍級潛艦在1988年成軍，潛艦總數卻僅有4艘，其中的2艘還是二次大戰時期已服役的美國茄比級潛艦，故此中華民國海軍一直尋求採購最少6至8艘潛艦，來替換2艘老舊美國潛艦及擴充潛艦部隊，可是潛艦是十分敏感的海軍艦種，歐美的潛艦建造國一直拒絕請求，經多年爭取後，美國在2001年終於同意出售8艘潛艦，可是包含採購潛艦的三項軍購案卻在立法院成為泛藍陣營的政治鬥爭工具，民進黨陳水扁政府採購8艘潛艦的預算遭全數刪除，到2008年國民黨馬英九政府上任後再次向美國求購潛艦，可是自奧巴馬於2009年就任美國總統後就一直擱置出售潛艦。踏入2010年代，即使是最新的2艘荷蘭潛艦也已服役達25年，時任中華民國海軍司令陳永康上將在2014年1月公開強烈表達「臺灣無法長期等待」，海軍已經啟動「潛艦國造」，並派遣人員赴他國蒐集設計及建造潛艦的資訊，在美國拒售潛艦及中華民國海軍的推動下，馬英九政府於執政末期遂轉為自行籌建潛艦。因為這4艘現役潛艦替換無期，必須通過翻修及升級維持戰力，同期海軍決定為原美國茄比級的海獅級潛艦進行延壽升級的工作，又規劃為劍龍級潛艦執行性能提升工程。
因為二戰時期的海獅號潛艇早已機械老舊，海軍於2014年年初規劃在2015年對該型潛艦實施逆向工程的翻修計劃，為這艘潛艦更換耐壓殼、作戰系統及主機配件，以延長其運作年限，而翻修工程的經驗和成果，不排除可作為未來建造新潛艦的基礎。
2015年7月1日，海軍負責自行開發潛艦事宜的「海星小組」再次恢復運作，標誌著潛艦國造計畫重新啓動。
中華民國國防部公告「潛艦國造第一階段合約設計」，在2015年底前進行公開招標選商，預計最快在2024年建成首艦，估計設計首艘潛艦約需要3年，原型艦約需要5年時間建造，因此從構型設計到首艦建成約需10年，原型艦最快可在2024年下水，再進行1年戰術測試後，最快可於2025年成軍。
2015年8月31日，中華民國國防部送審《2016年度國防預算書》，其中指出國防部海軍司令部決定啓動「潛艦國造第一階段合約設計」計畫，估計投入約新臺幣30億元，在5年内完成設計。

### 落實執行潛艦國造（2016年至今）
2016年5月20日，民主進步黨籍蔡英文政府上任。5月27日，海軍司令李喜明上將獲任命為國防部軍政副部長，海軍副司令黃曙光直升上將海軍司令，任命於6月1日生效，打破慣例拔擢現役上將擔任軍政副部長，代表這兩位海軍上將是「潛艦國造」政策的核心執行者。蔡英文在2015年競選中華民國總統期間曾經訪問美國，向美國政界表達台灣自建潛艦的意向及態度。6月20日，中華民國海軍應邀參加高雄國際海事船舶暨國防工業展的台北邀商說明會，在會上公布12項造艦方案的規劃，當中包括「潛艦國造」。中華民國國防部於7月初在立法院報告「未來十五年兵力整建願景」及「國艦國造」計劃，海軍新造艦艇的艦體自製率為80％、武器系統為83％，但對於「潛艦國造」的部分則含糊帶過。7月21日，蔡英文接受《華盛頓郵報》資深副主編魏茂斯（Lally Weymouth）專訪時被質詢是否會如前總統馬英九般繼續爭取美國同意出售柴電潛艦，蔡英文回應稱台灣正試著發展「潛艦國造」。
2016年8月1日，臺船宣布成立於2011年的「潛艦小組」獲納入為正式編制，並且升格為「臺船潛艦發展中心」（Submarine Development Center of CSBC, SDCC），臺船董事長擔任中心召集人，臺船總經理擔任中心副召集人，臺船副總經理擔任中心主任，計畫單位包括系統發展中心、電子所、飛彈火箭研究所，配合蔡英文政府推行的「國艦國造、潛艦國造」政策。

#### 與主要承包商簽約
2017年3月21日，總統蔡英文出席於高雄市左營區舉行的「海軍106年敦睦支隊啟航歡送暨潛艦國造設計啟動及和合作備忘簽署儀式」，見證國防部、中科院、台船等單位簽署潛艦國造備忘錄。臺船公司董事長鄭文隆表示，原型艦合約設計須四年時間，再花三、四年建造，如自2016年12月起算，預計8年內原型艦下水，十年內成軍。
2017年8月台北國際航太暨國防工業展舉行，傳媒在8月23報導自製防禦潛艦（IDS）的外型設計與構型已大致確認，至於最難取得的戰鬥系統及數位聲納系統等「紅區裝備」，有匿名官員首度證實，已經初步敲定商源，部分甚至已經簽約發包。報導推測潛望鏡、通信系統、動力系統、聲納系統和船舶主機等，台灣廠商目前難以自行產製的「紅區裝備」，可能將會採用法國海軍集團與西班牙納凡提亞（IZAR）聯合研製的鮋魚級潛艦及其衍生型S-80型潛艦的裝備，而戰鬥系統則會採用美國洛克希德·馬丁的設備。
2018年9月26日，台灣媒體首度披露，總設計顧問標案已由臺船潛艦發展中心於該年1月決標予英屬直布羅陀的Gavron Limited，簡稱「GL公司」，負責審查臺船設計圖的可行性，此舉曾引發在野泛藍陣營的批評。10月1日，時任海軍參謀長李宗孝在立法院回應表示：「潛艦國造案比較特殊，這家GL公司是依《政府採購法》進行招標，是符合規定，簡單來說，『只有它有輸出許可』」。2019年9月，台灣媒體報導台船就建造標與中山科學研究院協調建造時數的期間，中科院要求過半的建造時數，台船則認為相當不合理，由於協調未果，台船董事長鄭文隆遂寫報告向國防部與國安會投訴，國防部高層於是邀請雙方會晤及了解詳情，在重新分配建造時數後，雙方就爭議達成共識。

#### 獲取關鍵裝備輸出許可
由於潛艦建造技術及潛艦裝備之輸出在國際上屬於極為敏感的銷售及合作項目，而現代化的潛艦也是中國大陸最擔心臺灣獲取的海軍裝備之一，外購或技轉的項目一旦曝光必然引起中國大陸當局向出口國及廠家作出強烈的施壓及阻撓，因此在計畫執行期間，關於臺灣沒有自製能力的「紅區裝備」及取得困難但臺灣具備一定自製能力的「黃區裝備」，其設備及技術來源皆受到嚴格的保密，而願意提供技術協助的國家亦多以成立看似不相關的公司或通過退休人員等方式來避開刺探及從中破壞，也因此在潛艦國造的過程中時常引起多方人士作出質疑。
2018年潛艦國造的技術總顧問合約由註冊地在英屬直布羅陀的Gavron Limited（GL公司）取得，在該年度與2019年立法院預算審查時都遭到在野中國國民黨為首的藍營立委強烈質疑是否為詐騙或空頭公司，以及是否有技術輸出許可。直到2023年3月英國「反對軍火貿易運動」網站整理英國對外軍售時方能確認，英國政府自2019年起授予國內企業向臺灣出口潛艇相關部件、技術及軟體之許可證達50項，總金額達3.8億英鎊（換算台幣達142.7億元）。
2018年4月7日，美國國務院公告同意批出「行銷核准證」（Marketing License）及美國潛艦廠商參與臺灣自建潛艦的計劃，授權美商可向臺灣提供潛艦裝備的技術資料，及可申請將受管制的潛艦相關裝備輸出到臺灣的出口許可證，成為美國對臺灣自建潛艦提供技術支持的重要一步。同年，立法院編列493億6,170萬9,000元的第2階段原型艦籌建預算。
2021年1月5日，美國國務院致函國會表示「擬核准向義大利、臺灣和英國出口國防物品，包括技術數據和國防服務，以支援潛艦國造計畫的整合、安裝、操作、培訓、測試、維護和修理。」此信函直到該年10月18日才於美國聯邦公報中登錄，且實際金額與合約廠商皆未揭露。但時程與中華民國國防部長邱國正於2021年3月16日在立法院稱，包括戰鬥系統整合、數位聲納系統、輔助裝備系統（潛望鏡）在內的3項「紅區裝備」，已全數獲得美國輸出許可的時間點相符。
2021年11月《路透社》調查報導追蹤了與GL公司相關的徵才訊息跟社群貼文，至少確認了來自美國、英國、澳洲、韓國、印度、西班牙和加拿大等7個國家的工程師、技術人員和退役海軍軍官應聘參與臺船的潛艦設計作業，其中英國皇家海軍潛艇艦隊退役准將Ian McGhie為牽線的關鍵人物。相關人員皆保持低調不願受訪，而潛艦國造計畫召集人黃曙光於2023年9月受訪時，表示「GL公司成員名單包括英國退伍海軍少將，倫敦大學教授，流體力學專家，那一批人幫了我們不少忙」。在《路透社》的報導中雖提及日本防衛省由於擔心中共反彈而放棄提供技術支援，但是台灣媒體報導稱，臺船聘請到日本造船相關企業的退休技師指導潛艦生產工廠的規劃及傳授臺船員工焊接潛艦壓力殼的技術。
2022年6月7日，韓國多家媒體報導大宇造船海洋的一家分包商，有員工涉嫌向臺灣國際造船洩漏多艘韓國潛艦的設計圖，當中包括韓國最新型的島山安昌浩級潛艇，涉案人還將部分潛艦組件直接帶往臺灣，在機場被發現時宣稱這些組件是建造離岸風力發電機的零件，而遭到韓國警方逮捕移送檢方，此事件一度引發輿論關注是否因為韓國潛艦的技術來源母國德國的介入，以及是否對臺灣建造中的原型艦構成影響等問題。臺船發表聲明澄清：「臺灣自製潛艦，排水量是兩千噸級，韓國潛艦的排水量是三千噸級；各項裝備和舵翼型式配置都不同，完全沒有抄襲的問題。」

#### 開發專用鋼材及技術檢驗
臺灣國際造船（台船）的前身中國造船（中船）曾經在2002年自費試製潛艦中段的一節耐壓殼結構，但當時的中船尚未配備可加工潛艦耐壓鋼材的設備，中鋼也未開發出可用於潛艦耐壓殼的鋼材，而潛艦使用的HY-80等級鋼板在國際上屬於受管制品，所以這節試驗性的船段僅是用普通船用鋼板製作的模型，作為建造耐壓殼結構的初步工藝測試。隨著潛艦國造的實施，台船開始添置可用於加工潛艦專用耐壓鋼材的器械，而中鋼也生產出可供建造潛艦耐壓殼的HSLA-80鋼板。2019年，台船使用中鋼HSLA-80鋼板進行耐壓殼試製工程，驗證加工及焊接技術，並測試材料與工作程序。2019年9月，台船連同中山科學研究院等潛艦國造相關單位在台灣東部的太平洋海域對潛艦模擬艙段進行水下爆震測試，檢驗模擬艙段在水中承受炸藥爆炸及震盪的能力，這是台灣首次為自建船艦進行水下爆震試驗，水下爆震測試其後在不同的水深分多次進行，以驗證中鋼HSLA-80鋼板及台船的耐壓殼加工工藝是否達標。2023年9月28日舉行海鯤號命名典禮時，由《軍聞社》製作的影片也收錄了爆震測試的實況。

#### 建造專用廠區
由於潛艦的建造過程極為機敏，需要預防空中偵察，同時減少天氣對建造工作的影響，所以在首艦動工前，台船先要建設潛艦專用廠區，而廠區內的各廠房都建有上蓋。2019年5月9日，臺灣國際造船高雄廠舉行潛艦專用建造廠房的動土典禮，出席官員有總統蔡英文、總統府秘書長陳菊、行政院副院長陳其邁、國防部長嚴德發、台船董事長鄭文隆等人，承造的台船公司表示，原型艦代號1168，預計2024年中下水、2025年底交付中華民國海軍執行各項測試作業後達成初始作戰能力，10月時完成地樁地基建築工程。
關於建造工作的規劃及測試方面，《台灣蘋果日報》在2019年4月15日報導稱，首艦將分成6節船段建造；在潛艦專用建造廠房主廠房，可同時容納三艘潛艦的建造或維修工程。由技術人員將中鋼生產的HSLA-80耐壓合金鋼材加工焊接成6節潛艦耐壓殼圓筒殼船段，各船段經測試達到需求標準後，分別安裝每個船段內的設備與管線，經過岸測站對載台、推進系統、電力系統、控制系統等重要裝備進行調整測試。潛艦上的戰鬥系統相關裝備，包括通訊、桅桿、控制設備等，都會陸上預先完成整合測試。之後這六節已經安裝好設備並完成測試的船段，才會運到主廠房後方的「組合廠房」內焊接合攏，而船段合攏前，將再次進行推進系統、電力系統、控制系統、戰鬥系統的陸上最終測試，一切合格後才將各船段結合。船段合攏完成後，再進行全艦壓力測試。完成所有陸上測試程序後便可移到浮塢準備下水，之後持續進行各項海上靜態及動態測試。
2020年7月5日，45公尺高的潛艦專用建造廠房海昌大樓完工。7月進行各項建造潛艦設備的安裝工程。11月3日舉行潛艦專用廠區啟用典禮，並宣布潛艦設計與行政大樓命名為「海昌大樓」。

#### 原型艦動工
2020年11月24日，原型艦於海昌大樓舉行開工典禮，惟當日《聯合報》等媒體宣稱潛艦廠房未完工及潛艦機敏設備的輸出許可仍有2項未完備。
2021年，中華民國政府有意在可行方案下將首艦的下水時間提前至2023年，並於2024年交付中華民國海軍再擬定後續艦量產計畫。
2021年11月16日，原型艦於台灣國際造船潛艦廠區舉行安放龍骨典禮。

#### 原型艦下水及測試
2023年9月28日，原型艦於高雄廠區舉行命名暨下水典禮，總統蔡英文命其為「海鯤軍艦」（舷號SS-711）。臺船對外表示海鯤號有將近100家本土廠商參與材料、設備、零組件的提供及製造，本土自製率約40%，後續艦的自製率將會逐步提升。在海鯤號的下水及命名儀式上，日本台灣交流協會副代表岡島洋之、駐台北韓國代表部代表李殷鎬都有應邀出席觀禮。
2023年10月1日起，海鯤號進入泊港測試階段。同年12月，國造潛艦專案小組召集人黃曙光表示海鯤號符合建造合約下水的條件，全艦人員編裝已核定生效，賦予接艦人員職責，並且投入裝備測試、系統操作與各類教育訓練。
2024年2月26日，海鯤號移出海昌工廠，由浮動船塢運載至台船的乾塢進行預備傾測試驗，以驗證潛艦的配重設計；此次移動作業過程僅包覆螺旋槳，使得民眾與媒體首次能拍攝艦艏與側掃聲納細節。調整好配重後將進入第二階段泊港測試，安裝電池與光電桅桿等設備之後將進行動力系統、空調與維生系統、戰鬥系統、武器系統等測試。
2024年底，海鯤號移泊至台船大塢進行裝備測試。2025年2月28日，海鯤號完成傾側試驗、準潛航試驗等工項，浮移至測試碼頭，進行後續主機調校與繫泊試俥等測試。2025年6月14日，海鯤號使用自身動力在高雄港內浮航，同月17日海鯤號首度駛出高雄港，進入海上測試階段。海軍參謀長邱俊榮2025年6月25日在立法院答詢時表示，海鯤艦會先做3、4次海上浮航測試，進行裝備調整、調校，然後進行深度50公尺的潛水試航，再進入深度200公尺的深水測試，加上必要的作戰測試，規劃於2025年9月30日完成海上測試。
根據台船的發表，海鯤號海試的期程與成果如下
- 首次浮航測試：2025年6月17日，執行推進、舵翼、電力、通風、通信及航儀等各項系統之首次海上動態組合測試 [73]
- 第二次浮航測試：2025年6月26日，執行各系統海上動態組合驗證及艦船操控運轉能力測試 [74]
- 第三次浮航測試：2025年7月3日，執行各系統海上動態組合驗證及潛望鏡功能測試[75]

## 設計與規格
整體設計有3.0B版構型、3.05版構型等發展歷程中所出現的構型，最終採用第4.0版進行建造，設計藍圖多達700多份。

### 初期設計方案
由於官方迄今尚未公布海鯤級的基礎諸元，相關數據與描述僅能從媒體報導以及實際展示之影像推測。潛艦國造在剛開始的階段便遇到困難，因為荷蘭方面保有劍龍級潛艦的艦殼設計的知識產權，台灣只有劍龍級的維修圖則，對於從未設計過潛艦的台灣而言，如獲得荷方釋出艦體設計的版權、設計藍圖及建造圖則，潛艦國造的艦體設計難度將可大大降低。由海軍造船發展中心主任邵維揚少將帶領的代表團，在2017年年初訪問歐洲其中四個潛艦建造國時，曾經與荷蘭方面接觸，但是對方仍然拒絕出售知識產權及設計圖，由於美國方面表示要嚴守知識產權，如沒有得到荷蘭方面的版權許可便通過逆向工程仿製劍龍級潛艦，美國就不會向台灣提供潛艦技術支持，所以台灣不能採用仿製劍龍級的方式執行潛艦國造。代表團與德國及意大利方面商討時，這兩國的潛艦廠商都表達期望可協助台灣設計潛艦，但同時表示潛艦技術的合作須要他們的政府批准才行，而獲得放行的機會甚微。代表團到英國商討時，英方表示台灣要自行設計潛艦似乎很難，但可以提供有關潛艦建造設計的課程，讓台船從基礎開始設計。
在潛艦設計的模型及實際的原型艦外觀先後曝光後，外國傳媒猜測台船在設計過程中或有參考海軍操作中的劍龍級潛艦的外觀，但沒有採取逆向工程的方式複製這款荷蘭潛艦，也沒有仿製其他國家的潛艦，而是由台船的技術人員在外國潛艦顧問的協助下自行設計，並且結合新近獲取的技術及裝備而成，因此中華民國政府官方擁有海鯤級潛艦艦體設計的知識產權。

### 3.05設計方案（2019年展示模型）
2019年5月9日，台灣國際造船總經理周志明在建造廠房開工典禮上對媒體表示，公布的潛艦模型的是3.05版的決定版資訊，3.05定版長度約70公尺、寬約8公尺、從龍骨到帆罩頂高度約18公尺，排水量約2,500至3,000噸。採用X型尾舵，由於四個舵面都要獨立驅動，控制系統會較只需驅動垂直及水平舵面的十型尾舵複雜，但因為每個舵面都具有控制上下升降及左右轉向的能力，所以靈活性較高，而且尾舵不是垂直突出，可減少尾舵和海床發生撞擊的機會，有利於潛艦在海床坐底及在淺水區航行。水平翼在潛艦帆罩的兩側，帆罩的外型類似英國皇家海軍的機敏級核潛艇。在艦體的兩側配置有被動陣列聲納。

### 4.0設計方案（首艦實際外觀）
海鯤級首艦的命名下水典禮官方照片顯示比起3.05設計案，艦艉多安裝了一對水平翼。以色列海豚級潛艇亦有類似配置，目的是增加橫軸穩定度，強化攻角或降角，有利加快緊急上浮或下潛時的速度。由於艦艏的聲納、魚雷管、側面的陣列聲納、艦尾的螺旋槳造型，皆因涉及機敏性，所以在下水禮上都用國旗及國旗色彩裝飾布帶加以遮蔽。海鯤號的表面與劍龍級相似，未有安裝最新型潛艦普遍使用的消音瓦提升匿踪性，相信要在後續艦才會考慮安裝。首艦基於時程及風險的考慮，動力系統未有採用較複雜的絕氣推進技術，待測試成軍後再決定是否於後續艦採用。中華民國軍方曾稱台灣自行製造的鋰電池或可滿足潛航時間的要求，後續艦或可使用自行產製的鋰電池，取代未能自行產製且受到出口管制的潛艦鉛酸電池。第一艘艦仍會採用技術較成熟的鉛酸電池。
根據媒體綜合外電報導，首艦海鯤號的偵搜與射控設備供應商，戰鬥系統由美國洛馬公司提供；聲納系統由美國雷神公司提供之模組化可擴展聲納系統（Modular Scalable Sonar System, MS3），配備艦艏球形聲納與側面被動聲納陣列。關於拖曳聲納，報導稱因為設計團隊擔心需要大幅修改艦體設計，使時程延遲及風險提高，故此在首批潛艦不會配備；偵搜系統由美國L3哈里斯提供的光電桅杆，取代需要貫穿耐壓殼安裝的傳統潛望鏡，以及電子戰支援措施、雷達與通訊桅杆、統合通信系統及綜合平台管理系統。
武器裝備方面，海鯤級的艦首配置有6管21英寸魚雷發射管，武器艙可容納18枚重型魚雷，預計將會配備休斯公司開發的Mk48 Mod6 AT魚雷，魚雷管亦可用於發射波音公司生產的潛射型UGM-84魚叉反艦飛彈，以及布放由國家中山科學研究院研發之萬象水雷。
防禦裝備包含魚雷誘標，可以干擾來襲的敵方魚雷，提升作戰時的生存能力，成為台灣首款安裝這種防禦裝備的潛艦。由於潛艦國造的預算並不充裕，對次要系統的採購需要嚴控價格，因此最初規劃採用土耳其阿瑟爾桑國防工業提供的系統，原因是其報價只需歐美同類系統的一半，但疑因洩密被中國得知後向土耳其施壓，賣方告知無法取得輸出許可，潛艦小組於是啟動備案，中科院由潛艦「神龍小組」與飛彈研究人員根據與外商洽購時取得的技術資料，自行開發魚雷誘標。原型艦於2024年2月27日首次在海面上曝光，位於艦體兩側中後段的靠上位置，各有12個誘標施放口，可裝備合共24枚魚雷誘標。

## 預算

### 首艦預算
2018年11月13日，立法院預算中心在「國防部主管108年度單位預算評估報告」中表示，中華民國海軍在「108年度預算—一般裝備業務計畫」中，為「潛艦國造委託規劃設計案」續編列第四年預算6億1,910萬2,000元，並新增從2019至2025年間編列的493億6,170萬9,000元「潛艦國造—第2階段原型艦籌建」預算案，計畫於2019年編列75億1,643萬7,000元，2018年11月14日立法院於審理中華民國108年度（2019年）國防預算時，各黨立委對「第二階段原型艦籌建案」共提出達11個預算凍結或刪減案，民進黨籍立委提案便超過半數，然而國民黨籍立委要求刪除的預算最多。
立法院預算中心表示，潛艦的設計與建造技術難度頗高，台灣從未有潛艦設計作業與實務經驗，且有眾多關鍵技術需倚賴他國協助；因此，「潛艦合約設計」階段之藍圖與圖說產出狀況，以及海軍就「潛艦合約設計」文件審查及驗證程序，均攸關後來「第2階段原型艦籌建」是否順遂。海軍司令部「潛艦國造第一階段合約設計」在民國109年（2020年）年底屆滿，卻在「合約設計」尚未完成並驗證確定可行前，冒然於民國108年度納編「潛艦國造—第2階段原型艦籌建」預算，供主合約商辦理裝備簽約，必要性及妥適性有待商榷，其間潛藏風險。立法院預算中心該報告亦表示：「經請海軍司令部就108年度預算案納編「潛艦國造—第2階段原型艦籌建」之必要性加以說明，略以：「潛艇建造與水面艦不同，必頇於設計階段完成前，選定各主要裝備，納入設計圖說，並與承造船廠共同完成系統施工藍圖。」、「潛艦設計預108年第1季進入細部設計階段，需由承造船廠於明年完成各項主要裝備採購及測詴、整合能量建置…。」而108年度所編預算75億元，係「預供主合約商辦理裝備簽約下訂、人工費、次合約商簽罫、承造廠資源設施建置提升等專案建造需求。」雖依海軍說明，潛艦建造需於設計階段完成前，選定各主要裝備納入設計圖說，惟在設計文件能否如期順利提出未明，及確認其是否可行前，即貿然編列預算預供主合約商辦理裝備簽約，其間潛藏風險，允宜妥思。」
2019年1月，國民黨以潛艦未有細部設計及有別的廠更適合為由，由馬文君提案刪減供台船用於建設潛艦專用密閉廠區的75.1億元預算，相當於完全刪除該年度的潛艦國造預算。
2019年1月10日，立法院全院會議對民國108年度的海軍「潛艦國造」預算進行表決，若然預算未能如期通過，勢必影響國外潛艦關鍵設備供應商對台灣獲取潛艦的決心及質疑台灣執行國造計劃的延續性，只會使本已不易獲取的關鍵設備更難取得技術支持及外國輸出許可，民進黨立委撤銷全部凍結或刪減預算的提案，但國民黨立委堅決要凍結及刪減預算，立法院當日針對國民黨團提案凍結一半造艦預算進行表決，結果以62票反對、31票贊成被否決，民國108年度潛艦建造預算全額通過。
2020年10月，立法院預算中心發布國防預算評估報告，內容指出海鯤級潛艦籌建計畫累積編列預算已達277億占總經費的56.29%，但需要向國外採購的81項主裝備中仍有34項未獲輸出許可，因此提醒需思考其「潛藏風險」，然而海軍司令部先前卻聲稱技術輸出許可都已拿到，說法反覆遭到外界質疑，因此民進黨立委羅致政及國民黨立委馬文君、溫玉霞、江啟臣、呂玉玲等5人均有提案凍結部分預算，但兩者對解凍預算的要求不同，民進黨立委羅致政只要國防部提交報告便可動用預算，而馬文君等國民黨立委不但須要國防部提交報告，還要經外委會同意後才可以動用被凍結的預算，如因不同原因外委會未能就解凍相關預算召開會議便可造成卡案。
2021年12月，立法院國防委員會審議潛艦國造預算95億4,624萬5,000元時，由於國際上的潛艦紅區裝備（即台灣未能自研的關鍵裝備）供應商寥寥無幾，自製潛艦須要突破中國大陸方面對廠商的施壓及封殺，很多涉及供應商的細節都不能公開說明，國民黨籍立委馬文君卻質疑各項裝備是否確實取得輸出國許可，要求凍結其中30億元，然而此舉卻引發部分人士及媒體批評在阻撓國造潛艦，並指有部分立委配合中國大陸利用台灣的民主程序意圖使潛艦國造胎死腹中。馬文君的凍結預算提案最後遭到民進黨立委反對而未獲通過，而要求外國先核發輸出許可證及提供詳細資料後才批出預算的做法，亦被批評是本末倒置，因為有部分潛艦關鍵設備是採購自歐洲國家的廠商，由於歐洲國家較擔心中國大陸的施壓，除了要求台灣方面對採購品項的廠牌保密，這些歐洲國家並不可能在台灣未準備好經費以確保完成採購程序的情況下，便先冒著中國大陸方面抵制的風險對台灣發出機敏設備的輸出許可，故此歐洲國家一般是不會預先簽發輸出到台灣的許可證，避免陷入台灣既沒有預算去完成採購程序又遭到中國大陸抵制的雙輸局面。
2023年10月，國民黨籍立委馬文君、吳斯懷及廖婉汝要求凍結潛艦國造第2階段測試預算3億元，其理由是台灣沒有潛艦測試經驗，並且須要國防部提交報告及經外委會同意後方可動用，但國防安全研究院戰略研究所所長蘇紫雲指出立委的做法不合理，因為海鯤號本身是一艘原型艦，也是台灣第一艘自建潛艦，立委既要去質疑原型艦未經測試，又要去凍結及刪除原型艦的測試經費，那就無法去驗證原型艦是否達到設計要求，這不但影響海鯤號的測試，也會阻礙建造後續艦的預備工作。
潛艦國造專案召集人黃曙光在2023年12月接受《日經亞洲》訪問時表示潛艦國造的計劃經費493億餘元台幣，七年來的支用經審計部財務稽核三次及會計師財務稽核計29次，立法院實施專報及實地現勘五次，都未見有任何弊端。對於有批評者挪用日本建造潛艦為例，認為台灣也僅需要150億元台幣便可建成潛艦，並聲稱潛艦國造是充滿貪腐的項目，黃曙光在回應時指出台灣是第一次建造潛艦，需要建造5座廠房，購置自動捲板機、自動焊接機、彎管機及精密鑽孔機，還有兩座零附件自動倉儲庫房，台灣要從頭建立起潛艦生產線，根本無法與日本已具備先進的潛艦生產線及擁有成熟的建造技術相比，部分潛艦裝備台灣目前沒有自製能力，必須從國外購入，包括從美國購買魚雷，而且潛艦的備料及裝置保固、技術協助及顧問指導、潛艦戰系陸上訓練設施等均需要經費支應，但在潛艦進入量產階段後，單價將會隨建造數量的增加而下降。對於已成為2024年國民黨副總統候選人的趙少康在10月輔選時宣稱要恢復特偵組，查辦黃曙光及前海軍顧問郭璽等潛艦國造相關人員的可能弊案，黃曙光回應《日經亞洲》記者時表示國家安全不能被拿來當作選舉籌碼操作，黃曙光強調在野黨有監督政府的權力，但政黨利益不能超越國家安全。

### 後續艦預算
後續的同級艦將會採取「2+3+2」模式，分為2艘先期設計、3艘量產、2艘最佳化的三階段籌建，海軍在2025年3月與台船簽約，為2艘小改款進行先期的人力、物料及機具的準備工作，但仍要待首艘完成海測及立法院同意後才會動支。

## 機密會議
2019年3月28日上午，立法院外交及國防委員會於立法院會議室進行針對海昌計畫執行進度的秘密會議，時任國防部部長嚴德發與海軍司令黃曙光上將率相關人員列席報告，此次會議約2個多小時且採最高保密等級。中華民國海軍在會議中表示為了防止機密外洩，參與自製防禦潛艦的外商也必須簽署保密協定，避免中國大陸方面取得採購設備品項的資訊。

### 立委馬文君被指洩密
2023年9月，前海軍司令、國造潛艦專案小組召集人黃曙光在受訪時稱有個立委為了蠅頭小利，便在造艦時從中做梗，但並無說出該立委為何人；隨後，前海軍顧問、生命探測器商人郭璽則直接指控就是馬文君，並指出馬文君在潛艦機密會議時拒絕簽署保密協議，在期間進出會場6、7次打電話，最後指控馬文君將國造潛艦資料交予他國，涉嫌叛國。立委趙天麟聲稱馬文君在機密會議當中抄筆記並且攜出會場，但遭到馬文君否認並要求拿出證據，然而林俊憲表示在馬文君拒簽保密協議後海軍人員隨即在切結書註記拒簽，2019年3月28日潛艦機密會議保密切結書的拒簽註記便是其中的證據，馬文君回應立委簽到、取資料，就須負起保密義務，難道沒簽切結就不需要負保密義務嗎？無論簽署與否都要負保密，所以切結書是廢紙一張。
對於上述指控，馬文君認為黃曙光依法應立刻向檢調告發，並應出面交代清楚，否則就是包庇、瀆職，還呼籲檢調應主動偵查。至於郭璽，馬文君則在南投地檢署向其提告加重誹謗，並表示郭璽應拿出具體證據，而非以影射方式打迷糊仗。前海軍艦長黃征輝在10月2日稱馬文君曾經將3千多個檔案交給包括駐台北韓國代表部在內的四個單位，郭璽則稱如果馬文君再早三個月將資料交給韓國當局，就不能建成海鯤號潛艦。國防部參事邵維揚中將在10月12日於立法院外交及國防委員會答詢時證實在潛艦機密會議期間看到有委員打電話，並因此要求會議主持人制止。
郭璽又稱馬文君擔任外交及國防委員會主席卻看不懂英文，又很荒謬的是所有輸出許可都要看，把文件放在她面前卻完全不知道上面寫什麼，只好記下來，再多次離開會議室打電話問支持她的軍火商如王志鵬等人，郭璽強調在國內的所謂造潛艦專家都是「狗屁」，即使有份在荷蘭監造兩艘劍龍級潛艦的黃曙光都不敢說是造潛艦專家，因為劍龍級的設計及建造已是40年前的事，期間的科技及裝備技術已有很大變化，國內無人跟得上技術演變，否則就不需聘請外國顧問協助設計及指導施工，可是國內卻有一堆已被時代淘汰的人自認專家發表荒唐的觀點。對於有退役艦長在媒體稱海鯤號在封殼時「桅桿沒裝、電瓶沒裝」的批評，郭璽稱這都是外行話，海軍操作中的兩艘劍龍級潛艦在封殼後就經常要換電瓶，呼籲國人不要輕信這些所謂潛艦專家博取曝光率的巧言。而早在2022年9月前海軍武獲室上校王志鵬在出席論壇時曾稱潛艦國造的原型艦沒有裝AIP系統，及有關鍵設備未取得，又宣稱潛艦國造已是死局，國防部則發出聲明駁斥，指出在預算有限下，任何武器裝備的發展都是「先求有、再求好、再求精，非一蹴可得」，過往研發飛彈如此，現在開發潛艦亦同，國防部又表示這類肆意批評潛艦國造的自稱「專家」者，實則在服務軍旅期間歷練不足及專業素養有限，不了解潛艦國造全貌，便以輕率發言企圖混淆大眾視聽、製造輿論及攻擊潛艦國造團隊，國防部籲請國人明辨事實，支持國防自主及共同捍衛國家安全。
2023年10月被部分媒體稱為潛艦專家的前海軍水面艦艦長黃征輝被揭發是荷蘭軍火商威爾頓公司的台灣項目經理，黃亦自稱曾經三次進入參與潛艦國造項目的海軍造船發展中心，由於黃征輝已經退役，卻進入海發中心為荷蘭軍火商收集潛艦國造的進度及資料，黃征輝被質疑因為其代表的荷蘭軍火商在潛艦國造案未能得標，便為外商刺探潛艦國造的情報，又在部分媒體以專家身份製造輿論，藉此向執行潛艦國造的團隊施壓，意圖拉倒現案後為荷蘭軍火商製造接手的機會。海軍司令部曾於2018年10月19日發表聲明批評黃征輝多次以筆名黃河在部落格發表不當訊息，並且試圖將潛艦國造的商源及機敏資料曝光來破壞全案，動機可議。2023年10月23日國防部長邱國正表示，絕不容許退役人員到軍事單位，進出自如及發表種種言論。海軍司令部參謀長吳立平表示，海軍經查後確定黃征輝有進入海發中心，海軍當時有按照門禁規定派員跟隨，但會檢討程序加強對訪員的管理，海軍又證實黃征輝有代表荷蘭廠商向海軍推銷潛艦裝備，其當時的推銷品涉及劍龍級潛艦性能提升案，但因為黃征輝提供的商品沒有實質作用，故此海軍沒有採納。
2023年10月2日，民進黨立委參選人吳崢等人告發馬文君涉外患罪，臺灣高等檢察署重大危害國家安全及社會秩序案件小組已就上述情事，分「他字案」朝外患罪方向展開調查。同日，臺灣臺北地方檢察署則是針對有無共諜組織涉入，有無涉及違反國安法、反滲透法等不法情節分頭調查。
2023年10月3日，郭璽改口稱黃曙光所說的事件與馬文君無關，郭璽改指控前參謀總長李喜明等人賣台，而政治專欄作者單厚之卻藉此宣稱潛艦國造變成軍中的內鬥，然而當晚郭璽在直播節目直指馬文君將潛艦國造的機敏資料交給韓國國安單位，導致幫助台灣建造潛艦的韓國顧問被捕及坐牢。馬文君在10月5日稱將檔案交給韓國及找韓國幫忙有什麼不對，海軍前艦長黃征輝於10月7日在三立新聞節目《前進新台灣》稱馬文君有找他看三千個檔案，包括潛艦藍圖、音檔、圖資、文字檔案以及人員名單，對於如果是自己管轄的士兵將影音圖文甚至人員名單外流給韓國駐台代表處之提問，黃征輝回應稱「如果是我會辦他」。臺灣高等檢察署在11月16日以證人身分傳喚前海軍顧問郭璽後，已被高檢署列為外患罪「他字案」被告的馬文君於11月17日首度出庭接受訊問。
2024年1月4日，《韓國聯合通訊社》報導，韓國警方透露前大宇造船海洋公司的「A某」等兩人涉嫌將該公司內部技術外流給台灣，已遭慶尚南道警察廳，以違反不當競爭防止暨營業秘密保護的相關法律立案調查，報導稱被外流的潛艦設計圖是大宇造船在2011年向印尼出口的209級潛艇，「A某」（應是指朴武植）等人在任職大宇造船期間取得潛艦設計圖，離職後轉任提供船艦建造技術顧問的「B公司」（應是指SI技高公司），韓國警方認為潛艦設計圖是在「B公司」與台船展開合作在台灣建造潛艦的過程中洩漏，而設計圖外流是由台灣一名有親中傾向的立法委員向韓國國安部門舉報得知。1月5日，郭璽召開記者會表示韓聯社所指的有親中傾向的立法委員就是馬文君，並表示韓國技術人員來台灣是協助台灣建造潛艦，韓國政府也知悉，但馬文君把資料送交到韓國情報院及駐台代表處，導致韓國協助台灣建造潛艦的情報外洩，引致韓國需要採取查封及拘捕協助台灣的公司及人員，郭璽稱台灣處境艱難，有很多國家想幫忙台灣，但前提是保密，避免中共得知後施壓，可是馬文君卻將資料外洩，並質疑除了將資料外送到韓國國家情報院及駐台代表處，也包括國台辦。

## 其他評論

### 2020年總統大選爭論潛艦國造
2020年中華民國總統選舉時，中國國民黨總統候選人韓國瑜表示潛艦國造是假議題，與其搭檔的副總統候選人張善政亦提出質疑。前任總統馬英九表示自製防禦潛艦於其任內便開始推動，時任總統蔡英文則表示籌獲潛艦自蔣中正政府時期起便已開始。中華民國海軍則發布新聞稿就「潛艦國造是假議題？政府要量力而為」、「潛艦國造拿國外設計圖打造船殼？」分別澄清。

### 中華人民共和國反應
2019年1月14日，中華人民共和國外交部例行記者會上，有記者提到關於中華民國國艦國造計畫，有包含美、歐、日等國企業參與，北京當局的態度與看法如何。發言人華春瑩對此回應，「中方堅決反對任何國家向臺灣出售武器，堅決反對任何國家與臺灣開展任何形式的軍事聯繫，這一立場是一貫和明確的」、「中方敦促美國和其他有關國家，充分認清此事的敏感性和危害性，切實恪守一個中國原則，不允許有關企業以任何形式參與台『潛艇國造』專案，停止與台任何形式的軍事聯繫，慎重妥善處理涉台問題，以免嚴重損害同中國的雙邊關係和台海和平穩定」。
2023年9月28日，中华人民共和国国防部发言人吴谦在2023年9月国防部例行记者会上对台湾自主建造的潜艇下水评论是“不过是螳臂当车，终将会自取灭亡”。2023年9月28日外交部例行记者会上，发言人毛宁回答彭博社记者“民进党当局顽固坚持『台独』分裂立场，挥霍台湾老百姓的血汗钱，制造两岸的对立对抗，只会破坏台海的和平稳定。”

### 假消息攻擊
台灣資安人員在2025年6月表示，海鯤級原型艦在17日開始出海測試後，台灣的社交媒體便出現大量簡體字體的錯假圖文訊息攻擊，例如嘲笑海鯤號艦艇不會潛水只會浮，艇殼變形之類的錯誤訊息，中共官方媒體「海峽之聲」也在臉書發文批評海鯤號艇體焊接質量不達標，多年沉寂的PTT帳號「@diebunny」、微博帳號「@二月如栢」也突然在5月發放多筆軍論及吹捧解放軍的文章，台灣資安人員表示中共透過官媒及網軍在各種台灣民眾使用的社群平台，短時間內製作圖卡及短影音企圖製造輿論，目的是要攻擊台灣的潛艦國造，破壞台灣民眾對國軍的支持，而未來這類認知作戰的攻擊絕不會停止，籲請國人要精進媒體識讀能力，破解惡意的假消息。

## 同型艦
初步規劃建造8艘，後續量產艦7艘共14年建造，分三批次建造。
| 舷號              | 艦名   | 承造船廠     | 起造日期       | 安放龍骨日期   | 下水日期      | 交船日期       | 成軍日期 | 狀態            | 備註   |
| ----------------- | ------ | ------------ | -------------- | -------------- | ------------- | -------------- | -------- | --------------- | ------ |
| SS-711            | 海鯤號 | 台灣國際造船 | 2020年11月24日 | 2021年11月16日 | 2023年9月28日 | 預計2025年11月 |          | 海上測試（SAT） | 原型艦 |
| 量產艦 (第一批次) |        |              |                |                |               |                |          |                 |        |
|                   |        | 台灣國際造船 |                |                |               |                |          |                 |        |
|                   |        |              |                |                |               |                |          |                 |        |
| 量產艦 (第二批次) |        |              |                |                |               |                |          |                 |        |
|                   |        | 台灣國際造船 |                |                |               |                |          |                 |        |
|                   |        |              |                |                |               |                |          |                 |        |
|                   |        |              |                |                |               |                |          |                 |        |
| 量產艦 (第三批次) |        |              |                |                |               |                |          |                 |        |
|                   |        | 台灣國際造船 |                |                |               |                |          |                 |        |
|                   |        |              |                |                |               |                |          |                 |        |

## 備註
1. ↑  鯤字最早出自《莊子》內篇〈逍遙遊〉：「北冥有魚，其名為鯤。鯤之大，不知其幾千里也。」在字義上，鯤為傳說中的一種大魚，寓意自製防禦潛艦神祕莫測與深海部署威懾敵艦之意，也帶有神祕難以掌握的深意。官媒中央社的英語新聞以及蔡英文總統的社群貼文中譯名為Narwhal（一角鯨）[8][9]。
2. ↑  設計工作約於2017年到2020年進行。
3. ↑  潛艦壓力殼外通常有一層外殼設計，或稱「軟殼」，因此從外型判斷該艘潛艦技術來源未必正確[81]。
4. ↑  須待未來更精確的設計出爐後方能確認。
5. ↑  當時執行進度為合約設計中，此階段執行期間為2018年3月到2019年3月
6. ↑  含建造潛艦修造廠房的新台幣37億元，其他則是用於與原型艦上各項設備的生產廠商的簽約金，「潛艦國造委託規劃設計案」的合約期間從2016年12月22日起至履約截止日的2020年12月22日，自製防禦潛艦在此階段完成細部設計與施工方案確認後，方進入原型艦建造階段，故此預算案在台灣曾引起若干爭議，而由中華民國海軍負責廠房建造預算亦在台灣引發了若干政治爭議。

## 資料來源
1. 1 2  羅添斌. . 自由時報. 2021-11-13  [2021-11-13]. （原始内容存档于2021-11-29） （中文（臺灣））.
2. 1 2 3  鄭鴻達. . 聯合新聞網 (經濟日報). 2019-05-09  [2019-05-09]. （原始内容存档于2019-05-09） （中文（繁體））.
3. ↑  張家銘.  (PDF). 廣泰金屬工業股份有限公司研發部. 2016-11-04  [2018-02-06] （中文（繁體））.
4. 1 2  王烱華. . 菱傳媒. 2022-07-12  [2022-07-13] （中文（繁體））.
5. ↑  羅倩宜. . 自由時報. 2017-03-21  [2023-09-22]. （原始内容存档于2022-06-04） （中文（繁體））.
6. ↑  羅添斌. . 自由時報. 2023-09-23  [2023-09-23]. （原始内容存档于2023-09-23） （中文（繁體））.
7. ↑  羅添斌. . 自由時報. 2023-09-21  [2023-09-21]. （原始内容存档于2023-09-24） （中文（繁體））.
8. ↑  Yu, Matt; Lin, Sean. . focustaiwan.tw (CNA). 2023-09-28  [2023-09-28]. （原始内容存档于2024-01-06） （英语）.
9. ↑  蔡英文. . X. 2023-09-28  [2023-09-28]. （原始内容存档于2023-10-22） （英语）.
10. ↑  王烱華. . 蘋果日報. 2014-12-29  [2015-05-26]. （原始内容存档于2015-05-26） （中文（繁體））.
11. ↑  方志賢. . 自由時報. 2014-07-03  [2015-05-26]. （原始内容存档于2015-05-26） （中文（繁體））.
12. ↑  . 中央通訊社. 2023-11-04  [2024-02-27]. （原始内容存档于2024-02-27）.
13. ↑  . 自由時報. 2023-09-26  [2024-02-27].
14. ↑  . 上報. 2023-12-14  [2024-02-27]. （原始内容存档于2023-12-17）.
15. ↑  紀永添. . 上報. 2023-08-03  [2024-02-29]. （原始内容存档于2023-09-29）.
16. ↑  林詠青 (编). . Rfi中央廣播電臺. 2023-09-28  [2023-09-29]. （原始内容存档于2023-10-01） （中文（臺灣））.
17. ↑  . Yahoo新聞. 2023-09-25  [2023-10-14]. （原始内容存档于2023-10-20）.
18. ↑  . 東森. 2014-01-10  [2024-03-03]. （原始内容存档于2023-11-08）.
19. ↑  朱明. . 風傳媒. 2014-06-04  [2015-02-06]. （原始内容存档于2015-05-26） （中文（繁體））.
20. ↑  王炯華. . 蘋果日報. 2014-01-09  [2020-03-11]. （原始内容存档于2021-09-27） （中文（繁體））.
21. ↑  朱明. . 風傳媒. 2015-05-12  [2016-06-19]. （原始内容存档于2016-06-08） （中文（臺灣））.
22. ↑  . 中華民國國防部. 2019年11月14日  [2023年10月20日]. （原始内容存档于2023年10月29日）.
23. ↑  郭憲鐘. . 立法院. 2019年12月25日  [2023年10月20日]. （原始内容存档于2023年10月29日）.
24. ↑  . 風傳媒. 2015年5月10日  [2023年10月20日]. （原始内容存档于2023年10月29日）.
25. ↑  羅添斌. . 台北: 自由時報. 2015-09-01  [2016-06-19]. （原始内容存档于2016-08-11） （中文（臺灣））.
26. ↑  羅添斌. . 自由時報. 2016-05-28  [2016-05-28]. （原始内容存档于2016-05-28） （中文（繁體））.
27. ↑  . 台北. 中央通訊社. 2016-06-19  [2020-01-23]. （原始内容存档于2023-10-02） （中文（繁體））.
28. ↑  涂鉅旻. . 自由時報. 2016-07-06  [2016-07-06]. （原始内容存档于2016-05-28） （中文（繁體））.
29. ↑  . 中央通訊社. 2016-07-22  [2023-10-07]. （原始内容存档于2023-10-08）.
30. ↑  陳維鈞. . 聯合報. 2016-08-01  [2016-08-22]. （原始内容存档于2016-09-27） （中文（繁體））.
31. ↑   (PDF). 台灣國際造船股份有限公司.   [2017-08-18]. （原始内容存档 (PDF)于2017-08-18） （中文（繁體））.
32. ↑  顏振凱. . 風傳媒. 2017-03-21  [2017-03-21]. （原始内容存档于2017-03-21） （中文（繁體））.
33. ↑  涂鉅旻. . 自由時報. 2017-03-22  [2017-08-17]. （原始内容存档于2017-08-18） （中文（繁體））.
34. ↑  蕭介雲. . Yahoo奇摩新聞 (新新聞周刊). 2017-08-23  [2017-08-23]. （原始内容存档于2017-08-24） （中文（繁體））.
35. ↑  蕭介雲. . 新新聞. 2018-09-26  [2018-09-26]. （原始内容存档于2018-09-26） （中文（繁體））.
36. ↑  . 上報. 2018-10-01  [2018-10-01]. （原始内容存档于2023-10-02） （中文（繁體））.
37. ↑  . MDC軍武狂人夢.   [2019年11月3日]. （原始内容存档于2020年2月16日） （中文（繁體））.
38. ↑  . Yahoo新聞. 2023-10-14  [2023-10-14]. （原始内容存档于2023-10-20）.
39. ↑   [直布羅陀註冊公司將負責台灣潛艇設計監造]. GBC News. 2018-10-04  [2023-10-10]. （原始内容存档于2023-10-11） （英语）.
40. ↑  Minnick, Wendell. Bossdorf, Peter , 编.  [台灣國防市場謹慎地對歐洲供應商開放] (PDF). European Security & Defence. Vol. 2019/10. 2019: 82–84  [2023-10-10]. ISSN 1617-7983. （原始内容存档 (PDF)于2022-12-27） （英语）.
41. ↑  蕭照平. . 中央廣播電台. 2018-10-11  [2018-10-11]. （原始内容存档于2023-10-02） （中文（繁體））.
42. ↑  蕭介雲. . 風傳媒. 2019-04-03  [2019-06-11]. （原始内容存档于2023-10-02） （中文（繁體））.
43. ↑  王烱華. . 菱傳媒. 2023-03-14  [2023-04-22]. （原始内容存档于2023-10-02） （中文（繁體））.
44. ↑  劉麗榮. . 中央通訊社. 2018-04-07  [2023-09-24]. （原始内容存档于2018-10-01） （中文（繁體））.
45. ↑  洪哲政. . 聯合報. 2018-11-13  [2019-05-01]. （原始内容存档于2019-05-01） （中文（繁體））.
46. ↑  Ryan M. Kaldahl. . FEDERAL REGISTER. 2021-10-18  [2021-11-02] （英语）.
47. ↑  范正祥. . 中央通訊社. 2021-03-16  [2021-04-10]. （原始内容存档于2021-05-26） （中文（繁體））.
48. ↑  Saito, Mari; Lee, Yimou; Park, Ju-Min; Kelly, Tim; Macaskill, Andrew; Wu, Sarah; Lague, David. Hirschberg, Peter , 编.  [沈默的合夥人]. T-Day: The Battle for Taiwan. 路透社. 2021-11-29  [2023-10-10]. （原始内容存档于2021-12-20） （英语）.
49. ↑  Mari Saito; Yimou Lee; Ju-min Park; Tim Kelly; Andrew MacAskill; Sarah Wu; David Lague. . Reuters. 2021-11-29  [2021-11-30]. （原始内容存档于2021-12-20） （英语）.
50. ↑  劉榮. . 鏡週刊. 2023-09-25  [2023-09-25]. （原始内容存档于2023-11-29） （中文（繁體））.
51. ↑  朱明. . 上報. 2018-08-21  [2018-08-21]. （原始内容存档于2024-01-26） （中文（繁體））.
52. ↑  현예슬.  [台灣海軍潛水艇設計圖外洩... 該間諜是一家合作公司的代表]. 韓國中央日報. 2022-06-07  [2022-06-07]. （原始内容存档于2023-10-02） （韩语）.
53. ↑  蕭介雲. . 信傳媒. 2022-06-08  [2022-06-08]. （原始内容存档于2023-10-03） （中文（繁體））.
54. ↑  陳民峰. . 法國國際廣播電台. 2022-06-08  [2022-08-11] （中文（简体））.
55. ↑  . 中央廣播電臺. 2023-10-11  [2023-12-15]. （原始内容存档于2023-12-15）.
56. ↑  . 自由時報電子報. 2023-09-28  [2023-10-07]. （原始内容存档于2023-10-08） （中文（繁體））.
57. 1 2 3  涂鉅旻. . 自由時報. 2019-05-09  [2019-05-09]. （原始内容存档于2019-05-09） （中文（繁體））.
58. ↑  . MDC軍武狂人夢.   [2020-12-05]. （原始内容存档于2021-09-27） （中文（繁體））.
59. ↑  . 自由時報. 2023-04-22  [2024-03-10]. （原始内容存档于2024-03-10）.
60. ↑  羅添斌. . 自由時報. 2020-11-20  [2020-12-22]. （原始内容存档于2021-01-17） （中文（繁體））.
61. ↑  游凱翔. . 中央通訊社. 2020-11-24  [2022-01-02]. （原始内容存档于2022-01-02） （中文（繁體））.
62. ↑  李忠衛. . PeoPo公民新聞. 2021-11-16  [2021-11-16]. （原始内容存档于2021-11-16） （中文（臺灣））.
63. ↑  游凱翔. . 中央通訊社. 2023-08-31  [2023-09-01]. （原始内容存档于2023-09-21） （中文（繁體））.
64. ↑  王莞甯. . 鉅亨網. 2023-09-28  [2023-09-28]. （原始内容存档于2023-10-07） （中文（繁體））.
65. 1 2  吳哲宇. . 自由時報. 2023-09-28  [2023-09-28]. （原始内容存档于2023-10-03） （中文（繁體））.
66. ↑  . 由張正芊; 陳彥鈞翻译. 中央通訊社. 2023-09-14  [2023-10-02]. （原始内容存档于2024-02-10） （中文（繁體））.
67. ↑  . 聯合報. 2023-12-17  [2023-12-25]. （原始内容存档于2023-12-25）.
68. ↑  . 中央通訊社. 2024-02-26  [2024-02-27]. （原始内容存档于2024-02-27）.
69. ↑  . 自由時報. 2024-02-26  [2024-02-27]. （原始内容存档于2024-05-23）.
70. ↑  . 中央社. 2025-02-28  [2025-02-28]. （原始内容存档于2025-02-28）.
71. 1 2  . 中央社. 2025-06-17  [2025-06-17].
72. ↑  . 中央社. 2025-06-25  [2025-06-25]. （原始内容存档于2025-06-26）.
73. ↑  . 2025-06-17  [2025-06-17]. （原始内容存档于2025-06-25）.
74. ↑  . 2025-06-26  [2025-06-26]. （原始内容存档于2025-07-03）.
75. ↑  . 2025-07-03  [2025-07-03]. （原始内容存档于2025-07-08）.
76. ↑  呂昭隆. . 中國時報. 2019-03-28  [2019-03-28]. （原始内容存档于2019-03-29） （中文（繁體））.
77. ↑  王烱華. . 菱傳媒. 2023-07-11  [2023-07-11]. （原始内容存档于2023-07-12） （中文（臺灣））.
78. ↑  . 上報. 2017-02-24  [2024-01-06]. （原始内容存档于2023-11-29）.
79. ↑  許伯崧. . 端傳媒. 2023-09-29  [2024-01-06]. （原始内容存档于2024-01-06）.
80. ↑  王炯華. .   [2023-10-08]. （原始内容存档于2023-10-10）.
81. ↑  梅復興. . ETtoday新聞雲. 2019-05-22  [2019-09-10]. （原始内容存档于2019-11-03） （中文（繁體））.
82. ↑  游凱翔. . 中央通訊社. 2023-09-29  [2023-09-29]. （原始内容存档于2023-10-14） （中文（繁體））.
83. ↑  程嘉文. . 聯合報. 2019年5月10日  [2019年11月3日]. （原始内容存档于2020年11月25日） （中文（繁體））.
84. ↑  楊幼蘭. . 中時新聞網. 2023-09-29  [2023-10-02]. （原始内容存档于2023-10-02） （中文（繁體））.
85. ↑  . 上報. 2023-10-12  [2023-12-25]. （原始内容存档于2023-10-17）.
86. ↑  張順祥. . 中央廣播電臺. 2023-01-03  [2023-10-03]. （原始内容存档于2023-10-04） （中文（繁體））.
87. ↑  . 自由時報. 2023-06-22  [2023-11-03]. （原始内容存档于2023-11-03）.
88. ↑  朱明. . 上報. 2023-06-12  [2023-06-12]. （原始内容存档于2023-10-03） （中文（繁體））.
89. ↑  . 自由時報. 2024-02-28  [2024-03-10]. （原始内容存档于2024-05-01）.
90. 1 2  .   [2023-11-01]. （原始内容存档于2024-01-12）.
91. 1 2  曾文煌; 洪勝堯. . 立法院預算中心. 2018-11. （原始内容存档于2020-06-07） （中文（臺灣））.
92. ↑  呂昭隆. . 中國時報. 2018-11-13. （原始内容存档于2021-09-27） （中文）.
93. ↑  . 中國時報. 2018-12-24  [2023-10-30]. （原始内容存档于2023-10-30）.
94. ↑  . 關鍵評論. 2023-10-03  [2023-10-03]. （原始内容存档于2023-10-10）.
95. ↑  . 立法院預算中心. 2021-12-29  [2023-10-03]. （原始内容存档于2023-10-02）.
96. ↑  . 新新聞. 2020-11-09  [2023-10-03]. （原始内容存档于2023-10-02）.
97. ↑  . 壹傳媒. 2021-12-29  [2023-10-03]. （原始内容存档于2023-10-02）.
98. ↑  . 自由時報. 2020-12-10  [2023-10-03]. （原始内容存档于2023-10-02）.
99. 1 2  張志雄; 陳信隆. . 公視. 2021-12-29  [2023-09-28]. （原始内容存档于2023-09-28）.
100. ↑  . 台視. 2021-12-10  [2023-10-03]. （原始内容存档于2023-10-02）.
101. 1 2  . 自由時報. 2020-12-11  [2023-10-07]. （原始内容存档于2023-10-08）.
102. ↑  . 自由時報. 2020-12-10  [2023-09-28]. （原始内容存档于2023-09-28）.
103. ↑  . 上報. 2023-10-08  [2023-10-22]. （原始内容存档于2023-10-29）.
104. ↑  .   [2020-02-20]. （原始内容存档于2019-08-21）.
105. ↑  . 自由時報. 2023-10-20  [2023-10-22]. （原始内容存档于2023-10-29）.
106. ↑  . 三立新聞網. 2020-10-20  [2023-10-21]. （原始内容存档于2023-10-30）.
107. 1 2  . 聯合報. 2023-12-17  [2023-12-22]. （原始内容存档于2024-01-05）.
108. ↑  . 中央通訊社. 2023-12-18  [2023-12-25]. （原始内容存档于2024-01-19）.
109. ↑  . 民視新聞. 2023-12-18  [2023-12-22]. （原始内容存档于2023-12-27）.
110. ↑  . FTNN新聞網. 2025-06-14  [2025-06-17].
111. ↑  游凱翔. . 中央通訊社. 2019-03-21  [2023-10-26]. （原始内容存档于2023-10-14） （中文（繁體））.
112. ↑  游凱翔. . 中央通訊社. 2023-09-28  [2023-10-02]. （原始内容存档于2023-10-10） （中文（繁體））.
113. ↑  蕭博陽. . 中央通訊社. 2023-09-29  [2023-10-03]. （原始内容存档于2023-10-10） （中文（繁體））.
114. ↑  劉亭廷. . TVBS新聞網. 2023-09-30  [2023-10-02]. （原始内容存档于2023-10-12） （中文（繁體））.
115. ↑  . 華視新聞. 2023-10-02  [2023-10-03]. （原始内容存档于2023-10-12） （中文（繁體））.
116. ↑  潘維邦. . 中華電視. 2023-10-11  [2023-10-14]. （原始内容存档于2023-10-20） （中文（繁體））.
117. ↑  林詠青. . 中央廣播電台. 2023-09-30  [2023-10-03]. （原始内容存档于2023-10-04） （中文（繁體））.
118. ↑  江良誠; 王昭月. . 聯合新聞網. 2023-10-01  [2023-10-05]. （原始内容存档于2023-10-10） （中文（繁體））.
119. ↑  黎冠志. . 三立新聞網. 2023-10-05  [2023-10-07]. （原始内容存档于2023-10-08） （中文（繁體））.
120. ↑  陳昫蓁. . TVBS新聞網 (Yahoo新聞). 2023-10-12  [2023-10-14]. （原始内容存档于2023-12-29） （中文（繁體））.
121. 1 2  . 太報. 2023-09-30. （原始内容存档于2023-10-13）.
122. ↑  . Yahoo新聞. 2023-10-16. （原始内容存档于2023-10-16）.
123. 1 2  . 上報. 2022-09-27  [2024-03-04]. （原始内容存档于2023-09-23）.
124. ↑  . Newtalk新聞. 2023-10-19  [2024-03-10]. （原始内容存档于2024-03-10）.
125. ↑  . 鏡週刊. 2023-10-11  [2024-03-10]. （原始内容存档于2024-03-10）.
126. ↑  . 中央廣播電臺. 2018-10-19  [2024-03-10]. （原始内容存档于2024-03-10）.
127. ↑  . 中央通訊社. 2023-10-23  [2024-03-10]. （原始内容存档于2024-03-10）.
128. ↑  錢利忠. . 自由時報. 2023-10-02  [2023-10-05]. （原始内容存档于2023-10-05） （中文（繁體））.
129. ↑  鄭國強. . NOWnews. 2023-10-03  [2023-11-03]. （原始内容存档于2023-11-02）.
130. ↑  呂炯昌. . 信傳媒. 2023-10-03  [2023-11-03]. （原始内容存档于2023-12-01）.
131. ↑  單厚之. . TVBS. 2023-10-08  [2023-11-03]. （原始内容存档于2023-11-02）.
132. ↑  . 自由時報. 2023-10-04  [2023-12-01]. （原始内容存档于2024-01-06）.
133. ↑  . 三立新聞網. 2023-10-07  [2023-11-08]. （原始内容存档于2023-12-08）.
134. ↑  . 上報. 2023-11-17  [2023-12-01]. （原始内容存档于2023-12-08）.
135. ↑  . MDC.   [2024-01-12]. （原始内容存档于2024-01-12）.
136. ↑  . 自由時報電子報. 2019年11月10日  [2023年10月1日]. （原始内容存档于2023年10月3日）.
137. ↑  李紹瑜. . 上報. 2019-11-10  [2019年12月3日]. （原始内容存档于2019年12月14日） （中文（臺灣））.
138. ↑  喬偉綱. . 上報. 2019-11-09. （原始内容存档于2019-11-10） （中文）.
139. ↑   (新闻稿). 中華民國海軍. 2019-11-14. （原始内容存档于2021-01-21） （中文（臺灣））. 針對媒體報導「潛艦國造是假議題？政府要量力而為」乙情，海軍司令部今（9）日強調，潛艦國造是政府重要政策，在立、監兩院的監督執行下，目前進展順利，於113年下水期程不變。
140. ↑   (新闻稿). 中華民國海軍. 2019-11-14. （原始内容存档于2021-09-27） （中文（臺灣））. 針對媒體報導「潛艦國造拿國外設計圖打造船殼？」乙情，海軍司令部今（14）日表示，相關評斷內容錯誤，與事實不符。
141. ↑  . 中国新闻网. 2019-01-14  [2021-09-27]. （原始内容存档于2019-10-03） （中文（中国大陆））.
142. ↑  . 中华人民共和国国防部.   [2023-09-29]. （原始内容存档于2023-10-14）.
143. ↑  . 中华人民共和国国防部.   [2023-09-29]. （原始内容存档于2023-09-29）.
144. ↑  . 中华人民共和国外交部.   [2023年9月29日]. （原始内容存档于2023年12月30日）.
145. ↑  . 台視新聞網. 2025-06-23  [2025-06-23]. （原始内容存档于2025-06-24）.
146. ↑  . 中央廣播電臺. 2025-06-22  [2025-06-23]. （原始内容存档于2025-06-22）.
147. ↑  洪哲政; 高凌雲. . 聯合新聞網.   [2023-09-21]. （原始内容存档于2023-09-20）.
148. ↑  游凱翔. . 中央社. 2023-09-28  [2023-09-28]. （原始内容存档于2023-10-02）.
149. ↑  陳弘志. . FTNN新聞網. 2025-01-06  [2025-01-07]. （原始内容存档于2025-01-07）.

## 外部連結
- Taiwan Is Building Eight New Submarines—They Alone Could Destroy A Chinese Invasion Fleet （英文）
- Taiwan's 8 planned submarines could sink Chinese invasion fleet-Taiwan News-2020/12/04 （页面存档备份，存于） （英文）
- To Counter China, Taiwan Builds Up its Submarine Fleet （页面存档备份，存于） （英文）